# Yuri van Gelder
Yuri van Gelder (Waalwijk, Países Bajos, 20 de abril de 1983) es un gimnasta artístico neerlandés, especialista en la prueba de anillas, con la que ha llegado a ser campeón y subcampeón del mundo en 2005 y 2007, respectivamente.

## Carrera deportiva
En el Mundial de Melbourne 2005 gana el oro en anillas, quedando por delante del ruso Alexander Safoshkin (plata) y del italiano Matteo Morandi (bronce).
En el Mundial celebrado en Aarhus (Dinamarca) en 2006 consigue el bronce en anillas, tras el chino Chen Yibing y el búlgaro Yordan Yovchev.
En el Mundial de Stuttgart 2007 gana la plata en anillas, de nuevo tras el chino Chen Yibing, y esta vez delante del búlgaro Yordan Yovchev (bronce).